# UCI Coupe des Nations Femmes Juniors 2021
Navigation
Édition précédente Édition suivante
L'UCI Coupe des Nations Femmes Juniors 2021 est la 6e édition de l'UCI Coupe des Nations Femmes Juniors. Elle est réservée aux cyclistes de sélections nationales de moins de 19 ans (U19). Elle est organisée par l'Union cycliste internationale. 

## Programme
Initialement sept manches sont au programme, auxquelles il faut ajouter les championnats du monde et continentaux. Gand-Wevelgem juniors, le Circuit de Borsele juniors et le Healthy Ageing Tour sont annulés en raison de la pandémie de Covid-19 et de l'interdiction des courses pour les mineurs en Belgique et aux Pays-Bas. 
Prévu en 2020, le Tour du Gévaudan fait son apparition, malgré des conditions d'organisations compliquées en raison de la pandémie de Covid-10.

## Résultats

### Épreuves
| Date          | Épreuve                                            | Pays     | Vainqueur        | Deuxième            | Troisième           | Leader (nations) |
| ------------- | -------------------------------------------------- | -------- | ---------------- | ------------------- | ------------------- | ---------------- |
| 3 mars        | Championnats d'Afrique du contre-la-montre juniors | Égypte   | Chanté Olivier   | Hapepa Eliwa        | Nesrine Houili      | Afrique du Sud   |
| 5 mars        | Championnats d'Afrique sur route juniors           | Égypte   | Chanté Olivier   | Hapepa Eliwa        | Nesrine Houili      | Afrique du Sud   |
| 21 mars       | Piccolo Trofeo Alfredo Binda                       | Italie   | Anniina Ahtosalo | Noëlle Rüetschi     | Églantine Rayer     | Finlande         |
| 8-9 mai       | Tour du Gévaudan                                   | France   | Linda Riedmann   | Francesca Barale    | Anna van der Meiden | Italie           |
| 28-29 août    | Bizkaikoloreak                                     | Espagne  | Mijntje Geurts   | Anna van der Meiden | Julia Kopecky       | Pays-Bas         |
| 3-5 septembre | Watersley Ladies Challenge                         | Pays-Bas | Flora Perkins    | Makayla MacPherson  | Linda Riedmann      | Pays-Bas         |
| 8 septembre   | Championnat d'Europe du contre-la-montre juniors   | Italie   | Alena Ivanchenko | Antonia Niedermaier | Elise Uijen         | Pays-Bas         |
| 10 septembre  | Championnat d'Europe sur route juniors             | Italie   | Linda Riedmann   | Eleonora Ciabocco   | Églantine Rayer     | Pays-Bas         |
| 21 septembre  | Championnat du monde du contre-la-montre juniors   | Belgique | Alena Ivanchenko | Zoe Bäckstedt       | Antonia Niedermaier | Pays-Bas         |
| 24 septembre  | Championnat du monde sur route juniors             | Belgique | Zoe Bäckstedt    | Kaia Schmid         | Linda Riedmann      | Pays-Bas         |

### Classement par nations
| #  | Pays            | Pts. |
| -- | --------------- | ---- |
| 1  | Pays-Bas        | 123  |
| 2  | Allemagne       | 122  |
| 3  | Grande-Bretagne | 78   |
| 4  | France          | 78   |
| 5  | Finlande        | 70   |
| 6  | Italie          | 63   |
| 7  | États-Unis      | 60   |
| 8  | Tchéquie        | 48   |
| 9  | Russie          | 39   |
| 10 | Espagne         | 33   |